# Burt (Iowa)
Pour les articles homonymes, voir Burt.
La ville de Burt est une localité du comté de Kossuth, situé dans l’Iowa, aux États-Unis. Elle comptait 808 habitants lors du recensement de 2000. 

## Démographie
Selon le recensement de 2000, il y avait 556 habitants, 223 ménages et 148 familles résidant dans la ville. La densité de population était de 449,7 habitants par km2. La composition raciale était composée à 99,64 % de blancs.